# UFC 173
UFC 173: Barão vs. Dillashaw foi um evento de artes marciais mistas promovido pelo Ultimate Fighting Championship, ocorrido em 24 de maio de 2014 no MGM Grand Garden Arena, em Las Vegas, nos Estados Unidos.

## Background
O evento principal iria ser a disputa pelo Cinturão Peso Médio do UFC entre o campeão Chris Weidman e o desafiante Vitor Belfort. Porém, cerca de três meses antes da luta, a Comissão Atlética do Estado de Nevada (NSAC) baniu o TRT (Tratamento de Reposição de Testosterona), do qual Belfort era adepto. Como o tempo para a adaptação sem a TRT era longo, Belfort saiu da luta e em seu lugar foi colocado o ex-Campeão Meio Pesado do UFC Lyoto Machida. Porém, Weidman se lesionou e a luta foi movida para o UFC 175. Em 28 de Março de 2014, o presidente do UFC Dana White confirmou que o brasileiro Renan Barão irá defender o Cinturão Peso Galo do UFC contra o americano TJ Dillashaw na luta principal do evento.
O co-evento principal seria entre os técnicos do The Ultimate Fighter: Brasil 3 Wanderlei Silva e Chael Sonnen. Porém, a luta foi movida para 31 de maio de 2014 em um evento UFC Fight Night. O co-evento principal então seria a luta entre os pesados Junior dos Santos e Stipe Miocic. Porém, essa luta foi movida para ser o evento principal do UFC Fight Night: Dos Santos vs. Miocic.
Dillashaw enfrentaria Takeya Mizugaki no card, como foi movido para a luta pelo cinturão foi substituído por Francisco Rivera.
Era esperado que Yves Edwards e Piotr Hallmann se enfrentassem no evento, porém, a luta foi movida para o UFC Fight Night: Henderson vs. Khabilov.
Kyung Ho Kang enfrentaria Chris Holdsworth no evento, porém, uma lesão o fez sair da luta e ser substituído por Chico Camus.
Danny Mitchell iria enfrentar Li Jingliang no evento, mas uma lesão o forçou a sair da luta, sendo substituído por David Michaud.

## Card Oficial
Nota 1 Pelo Cinturão Peso Galo do UFC.

## Bônus da Noite
- Luta da Noite:  Renan Barão vs.  TJ Dillashaw
- Performance da Noite:  TJ Dillashaw e  Mitch Clarke